# Bahnstrecke Žilina–Rajec
| Kursbuchstrecke (ZSSK): | 126                                                    |                  |                  |
| Streckenlänge: | 21,285 km                                              |                  |                  |
| Spurweite: | 1435 mm (Normalspur)                                   |                  |                  |
| Streckenklasse: | D3 (Žilina–Lietavská Lúčka) C4 (Lietavská Lúčka–Rajec) |                  |                  |
| Maximale Neigung: | 13 ‰                                                   |                  |                  |
| Streckengeschwindigkeit: | 60 km/h                                                |                  |                  |
| |                                                        |                  |                  |
| \| \| \| \| \| \| \| \| von Košice \| \| \| \| 0,000 \| Žilina \| Žilina \| \| \| \| nach Bohumín \| \| \| \| 2,485 \| Žilina-Záriečie \| Žilina-Záriečie \| \| \| 4,664 \| Žilina-Solinky \| Žilina-Solinky \| \| \| 5,974 \| Bytčica \| Bytčica \| \| \| \| Rajčianka \| \| \| \| 7,697 \| Lietavská Lúčka \| Lietavská Lúčka \| \| \| \| Rajčianka \| \| \| \| 10,808 \| Porúbka \| Porúbka \| \| \| \| Rajčianka \| \| \| \| 13,749 \| Poluvsie \| Poluvsie \| \| \| \| Rajčianka \| \| \| \| 15,750 \| Rajecké Teplice \| Rajecké Teplice \| \| \| 16,643 \| Konská pri Rajci \| Konská pri Rajci \| \| \| 17,910 \| Zbyňov \| Zbyňov \| \| \| 19,412 \| Kľače \| Kľače \| \| \| 21,285 \| Rajec \| Rajec \| |                                                        |                  |                  |
| |                                                        |                  |                  |
| Strecke |                                                        | von Košice       | von Košice       |
| Bahnhof | 0,000                                                  | Žilina           | Žilina           |
| Abzweig geradeaus und nach rechts |                                                        | nach Bohumín     | nach Bohumín     |
| Haltepunkt / Haltestelle | 2,485                                                  | Žilina-Záriečie  | Žilina-Záriečie  |
| Haltepunkt / Haltestelle | 4,664                                                  | Žilina-Solinky   | Žilina-Solinky   |
| Bahnhof | 5,974                                                  | Bytčica          | Bytčica          |
| Brücke über Wasserlauf |                                                        | Rajčianka        | Rajčianka        |
| Bahnhof | 7,697                                                  | Lietavská Lúčka  | Lietavská Lúčka  |
| Brücke über Wasserlauf |                                                        | Rajčianka        | Rajčianka        |
| Haltepunkt / Haltestelle | 10,808                                                 | Porúbka          | Porúbka          |
| Brücke über Wasserlauf |                                                        | Rajčianka        | Rajčianka        |
| Haltepunkt / Haltestelle | 13,749                                                 | Poluvsie         | Poluvsie         |
| Brücke über Wasserlauf |                                                        | Rajčianka        | Rajčianka        |
| Haltepunkt / Haltestelle | 15,750                                                 | Rajecké Teplice  | Rajecké Teplice  |
| Haltepunkt / Haltestelle | 16,643                                                 | Konská pri Rajci | Konská pri Rajci |
| Haltepunkt / Haltestelle | 17,910                                                 | Zbyňov           | Zbyňov           |
| Haltepunkt / Haltestelle | 19,412                                                 | Kľače            | Kľače            |
| Kopfbahnhof Streckenende | 21,285                                                 | Rajec            | Rajec            |

Die Bahnstrecke Žilina–Rajec ist eine Nebenbahn im Nordwesten der Slowakei durch Okres Žilina führend. Sie verläuft von der Stadt Žilina an der Waag durch das Tal des Flusses Rajčianka zwischen den Gebirgen Súľovské vrchy und Kleine Fatra, bevor sie die Kleinstadt Rajec erreicht. Außer beider Endbahnhöfe gibt es auf der 21,3 km langen Strecke noch Bahnhöfe in Bytčica (Stadtteil von Žilina) und Lietavská Lúčka.

## Geschichte
Die ersten Versuche zum Bau einer Bahnstrecke im Tal der Rajčanka sind in den 1880er Jahren zu suchen. Die heutige Bahnstrecke sollte ein Teil der größeren Verbindung entweder von Sillein nach Čičmany oder über die Kleine Fatra nach Deutschproben/Priwitz. Zuerst wurde von finanziellen Gründen der Bau nach Čičmany in Schmalspur vorgeschlagen, letztendlich entschied sich man, die Bahnstrecke in Normalspur zu bauen. Die erste Konzession wurde Dezember 1885 erteilt, der Bau wurde jedoch erst im November 1898 begonnen. Die Bahnstrecke von Sillein nach Rajec wurde am 10. Oktober 1899 eröffnet; den Betrieb übernahm die Kaschau-Oderberger Bahn. Der Bau kostete 1.860.000 K. Der Versuch im Jahr 1911, die Bahnstrecke mindestens nach Fačkov in Richtung Priwitz fortzuführen, scheiterte, wie auch ein weiterer Versuch in den 1940er Jahren.
Der Personenverkehr wurde am 2. Februar 2003 eingestellt, nach zwei Wochen jedoch wieder aufgenommen. Heute verkehren einige Nahverkehrszüge. Auch Güterverkehr ist von Bedeutung.